# Chatham, Illinois
Chatham là một làng thuộc quận Sangamon, tiểu bang Illinois, Hoa Kỳ. Năm 2010, dân số của làng này là 11500 người.

## Dân số
Dân số qua các năm:
- Năm 2000: 8583 người.
- Năm 2010: 11500 người.